# Gabinete de Ministros de Kirguistán
El Gabinete de Ministros de Kirguistán (en kirguís: Министрлер Кабинети) es el órgano ejecutivo nacional kirguís presidido por el Presidente del Gabinete de Ministros de Kirguistán. El estado de su jurisdicción y las disposiciones del gobierno están determinados por la Sección V de la Constitución de Kirguistán. El gabinete está conformado por los vicepresidentes del gabinete, los ministros y los presidentes de los comités estatales.

## Poderes
La actividad del gobierno kirguís, y por lo tanto, del gabinete, se basa en la responsabilidad y la rendición de cuentas por sus actividades al Consejo Supremo de Kirguistán dentro de los límites previstos por la Constitución y la Ley Constitucional Sobre el Gobierno de la República Kirguisa.
Ejerce los siguientes poderes de conformidad con el artículo 88 de la Constitución de la República Kirguisa:
- Asegura la implementación de la Constitución y las leyes;

- Implementa la política interior y exterior del estado;

- Implementa medidas para garantizar el estado de derecho, las libertades y los derechos de los ciudadanos, el mantenimiento del orden público y la lucha contra la delincuencia;

- Asegura la implementación de medidas para proteger la soberanía e integridad territorial del Estado, para preservar el orden constitucional, así como para fortalecer las capacidades de defensa, fortalecer la seguridad nacional y el orden público;

- Asegura la implementación de políticas financieras, de precios, arancelarias, de inversión y tributarias;

- Elabora y somete al Jogorku Kenesh (Consejo Supremo) el presupuesto de la república y asegura su ejecución; informa al Jogorku Kenesh sobre la ejecución del presupuesto de la república;

- Implementa medidas para administrar los objetos de propiedad estatal para garantizar la igualdad de condiciones para el desarrollo y protección de todo tipo de propiedad;

- Asegura la implementación de una política estatal unificada en las esferas socioeconómica y cultural;

- Desarrolla e implementa programas a nivel nacional de desarrollo económico, social, científico, técnico y cultural;

- Asegura la actividad económica exterior;

- Asegura la interacción con la sociedad civil;

- Ejerce las demás atribuciones que le confieren la Constitución y las leyes.

## Actual gabinete de ministros
El Consejo Supremo de Kirguistán aprobó la reducción de miembros en la composición del gabinete, consolidando y fusionando varios ministerios y reduciendo su número de 22 miembros a 16 el 3 de febrero de 2021; esta medida fue tomada en parte como una respuesta a los disturbios y protestas políticas que azotaron a la nación en octubre de 2020. El presidente Sadyr Zhaparov, en aquel entonces, declaró que estaría a favor de más recortes en el órgano ejecutivo. El 12 de octubre de 2021, se realizó una nueva reforma al consejo de ministros, tras la sanción anterior de una ley por parte de Zharapov para modificar el gobierno y reemplazar la presidencia del Gabinete de Ministros del político Ulukbek Maripov a Akylbek Japarov, ampliando el número de sus miembros de 16 a 20.
Desde el 12 de octubre de 2021 la conformación del gabinete ha sido la siguiente:
- Presidente del Gabinete de Ministros: Adylbek Kasymaliev.
  - Vicepresidentes: Arzybek Kozhoshev, Aziz Aaliev, Edil Baisalov, Kamchybek Tashiev.
- Ministerio de Economía y Comercio: Daniyar Amangeldiev.
- Ministerio de Finanzas: Almaz Baketayev.
- Ministerio de Defensa: Baktybek Bekbolotov.
- Ministerio de Relaciones Exteriores: Ruslan Kazakbayev.
- Ministerio de Justicia: Ayaz Baetov.
- Ministerio del Interior: Ulan Niyazbekov.
- Ministerio de Educación y Ciencia: Bolotbek Kupeshev.
- Ministerio de Salud: Alymkadyr Beishenaliev.
- Ministerio de Transporte, Arquitectura, Construcción y Comunicación: Erkinbek Osoev.
- Ministerio de Energía: Doskul Bekmurzaev.
- Ministerio de Agricultura, Recursos Hídricos y Desarrollo Regional: Askarbek Dzhanybekov.
- Ministerio de Situaciones de Emergencia: Boobek Ajikeev.
- Ministerio de Recursos Naturales, Medio Ambiente y Supervisión Técnica: Dinara Kutmanova.
- Ministerio de Cultura, Información, Deportes y Política Juvenil: Azamat Zhamankulov.

También está incluida una autoridad estatal importante dentro del gobierno kirguís:
- Presidente del Comité Estatal de Seguridad Nacional: Kamchybek Tashiev.